# タケダ機械
タケダ機械株式会社（タケダきかい）は、石川県能美市に本社を置く金属加工機械や金型などを製造、販売するメーカーである。

## 沿革
- 1966年3月 - 石川県能美郡寺井町（現在の石川県能美市吉光町）で創業。
- 1971年6月 - 株式会社竹田機械製作所設立。
- 1979年11月 - 営業部門を竹田機械販売株式会社に分離。
- 1990年6月 - 竹田機械販売株式会社と合併し、現社名に変更。
- 1992年7月 - 株式を店頭公開（現在のJASDAQ）。